# Xanthia gilvescens
Xanthia gilvescens là một loài bướm đêm trong họ Noctuidae.